# Genuchus sulcicollis
Genuchus sulcicollis är en skalbaggsart som beskrevs av Ernst Gustav Kraatz 1900. Genuchus sulcicollis ingår i släktet Genuchus och familjen Cetoniidae. Inga underarter finns listade i Catalogue of Life.